# ジェイムズ・Z・ジョージ
ジェイムズ・ザカライア・ジョージ（英:James Zachariah George、1826年10月20日-1897年8月14日）は、アメリカ合衆国の軍人、弁護士、著作家、および政治家である。ミシシッピ州の「偉大な民間人」と呼ばれた。

## 伝記
ジョージはジョージア州モンロー郡で生まれたが、寡婦になった母が再婚した時にミシシッピ州に移転した。米墨戦争ではジェファーソン・デイヴィスの下で兵卒として働いた。戦争から戻ると、法律を勉強し法廷弁護士として認められた。1854年、ミシシッピ州最高裁判所の記録係となり、その後の20年間以上にわたって10巻の判例集を纏め上げた。
ジョージはミシシッピ州脱退協議会の委員となり、ミシシッピ州脱退条例に署名した。南北戦争の間は南軍第5ミシシッピ騎兵隊の大佐となり、2度捕虜になって、2年間を捕虜収容所で過ごしたが、その間に仲間の捕虜のために法律手続きを行った。
南北戦争が終わるとミシシッピ州に戻り、法律実務を再開した。1879年、ミシシッピ州最高裁判所判事に指名され、即座にその同僚判事達によって長官に選出された。
1881年からその死の1897年まで、ジョージはミシシッピ州選出のアメリカ合衆国上院議員を務め、その弁論術を認められ、後のシャーマン反トラスト法の形成に貢献し、農業大学試験場法案を提案し、またアメリカ合衆国農務省設立を奨励した。1890年にはミシシッピ州憲法制定会議の代議員となり、アメリカ合衆国上院や合衆国最高裁判所の前にこの憲法を守ることに成功した。
ジョージは1897年に療養のために行っていたミシシッピシティで死んだ。妻のエリザベス・ブルックス・ヤング・ジョージと共にミシシッピ州ノースキャロルトンのエバーグリーン墓地に葬られている。
1931年、ミシシッピ州はワシントンD.C.アメリカ合衆国議会議事堂の国立彫像ホール・コレクションにジョージの銅像を寄贈した。
ミシシッピ州ジョージ郡はジョージの栄誉を称えて名付けられた。